# Džon Tori
Džon Tori (енгл. John Torrey, 15. avgust 1796 - 10. mart 1873) bio je američki botaničar, hemičar i lekar. Tokom većeg dela svoje karijere, Džon je bio nastavnik hemije, često predavajući na više univerziteta u isto vreme. Istovremeno se bavio botaničkim radom. Botanička karijera dr Torija bila je usredsređena na floru Severne Amerike. Njegova najpoznatija dela uključuju studije njujorške flore, flore meksičke granice kao i nedovršenu floru Severne Amerike.

## Biografija
Džon je rođen u Njujorku kao drugo dete kapetana Vilijama i Margaret (rođene Nikols) Tori. U početku je pokazao naklonost prema mašinstvu i svojevremeno je planirao da postane mašinista, ali između 15. i 16. godine razvio je ljubav prema nauci. U tom periodu, njeov otac dobio je angažman u državnom zatvoru gde je jedan od zatvorenika bio Ejmos Iton koji će kasnije postati jedan od pionira prirodnjačkih studija u Americi. Ejmos je Džona podučavao osnovama botanike, a kasnije i mineralogije i hemije. Godine 1815, Džon je započeo studije medicine kod američkog hirurga Rajk Posta, koje je uspešno završio tri godine kasnije. Nakon studija, otvorio je ordinaciju u Njujorku, baveći se medicinskom praksom i istovremeno posvećujući slobodno vreme botanici i drugim naučnim istraživanjima.
Godine 1817. postao je jedan od osnivača njujorškog Liceja prirodne istorije (danas Njujorška Akademija nauka), a jedan od prvih doprinosa ovom telu bio je njegov Katalog biljaka koji su spontano rasli u domenu od trideset kilometara grada Njujorka (Albany, 1819). Njegovo objavljivanje donelo je velika priznanja stranih i domaćih botaničara. Godine 1824. izdao je jedini svezak svoje flore severnih i srednjih (američkih) država (енгл. Flora of the Northern and Middle States). Džon je ovde upotrebio sistem klasifikacije flore Džona Lindlija. Ovaj način klasifikacije flore nije bio uobičajen u Sjedinjenim Američkim Državama.
Džon se nije pronašao u medicinskom pozvu i 5. avgusta 1824. godine pristupio je vojsci Sjedinjenih Američkih Država kao pomoćni hirurg i postao vršilac dužnosti profesora hemije i geologije na vojnoj akademiji Vest Point. Tri godine kasnije, postao je profesor hemije i botanike na Koledžu lekara i hirurga u Njujorku (medicinska škola Univerziteta Kolumbija), gde je ostao sve do 1855, kada je proglašen profesorem emeritusom. Takođe je bio profesor hemije na Prinstonu u periodu između 1830–1854, i hemije, mineralogije i botanike na Univerzitetu u Njujorku 1832/3. godine. Dao je ostavku na vojni položaj 31. avgusta 1828. godine. Godine 1835, izabran je za člana Američkog filozofskog društva.
Godine 1836. postavljen je za botaničara države Njujork i objavio je svoju Floru te države 1843. godine; dok je od 1838. do 1843. nastavio sa objavljivanjem ranijih delova Flore Severne Amerike, uz pomoć svog učenika Ase Greja. Od 1853. bio je glavni analitičar američke kancelarije za ispitivanje u Njujorku kada je ta kancelarija osnovana, ali nastavio je da se zanima za botaničko učenje sve do svoje smrti. Odeljenje za trezor ga je često konsultovalo o pitanjima koja se odnose na kovanje novca i valutu, a u nekoliko navrata su ga slali u specijalne misije da poseti različite kovnice novca. Izabran je za saradnika Američke akademije umetnosti i nauke 1856. godine.
Godine 1856, Džon je izabran za poverenika Koledža Kolumbija, a 1860. godine, poklonivši kolegijumu svoj herbarij, koji broji oko 50.000 primeraka, postaje profesor emeritus hemije i botanike. Pri konsolidaciji Kolegija lekara i hirurga 1860. godine izabran je za jednog od njegovih poverenika. Razne korporacije često su tražile njegove savete o mnogobrojnim naučnim temama.
Džon je bio prvi predsednik botaničkog kluba Tori, osnovanog 1873. godine. Pored toga što je bio poslednji preživeli član povelje Prirodoslovnog liceja, nekoliko godina je bio i njegov potpredsednik, a funkciju predsedinka obavljao je u periodu od 1824–26 i 1838, imajući istu funkciju u Američkom udruženju za unapređenje nauke 1855. godine i bio je jedan od prvobitnih članova Nacionalne akademije nauka Sjedinjenih Država. Na ovo mesto imenovan je aktom Kongresa Sjedinjenih Država 1863. godine. Zvanje mastera umetnosti stekao je na Univerzitetu Jejl 1823. godine, a doktorat na Koledžu Amherst 1845.godine.
Džon Tori je umro u svom domu u Njujorku 10. marta 1873. godine. Sahranjen je na porodičnoj parceli na groblju Long Hil, Stirling, u Nju Džerziju.

### Privatni život
Torrei se oženio Elizom Šev 20. aprila 1824. U pravu je dobio tri ćerke i sina Herberta.

## Publikacije
Torijeva najranije publikacija na temu mineralogije, objavljena je u magazinu „American Journal of Science”. Godine 1820. godine preduzeo je ispitivanje biljaka koje je Dejvid B. Daglas prikupio oko izvorišta reke Misisipi. Iste godine dobio je kolekcije koje je napravio Edvin Džejm tokom ekspedicije na Stenovitim planinama pod upravom majora Stivena H. Longa. Njegov izveštaj bio je najraniji spis ove vrste u Sjedinjenim Američkim Državama koji se bavio prirodnim sistemima. Tori je u međuvremenu planirao „Floru severnih i srednjih Sjedinjenih Država”, ili „Sistematski raspored i opis svih biljaka koje su do sada otkrivene na severu Sjedinjenih Američkih Država u Virdžiniji”, i 1824. godine počeo da objavljuje delo u delovima, ali je to bilo ubrzo suspendovan zbog opšteg usvajanja prirodnog sistema Antuana Loren de Žosena (фр. Antoine Laurent de Jussieu) umesto sistema Karla fon Linea. Godine 1836, zbog organizacije geološkog istraživanja Njujorka, imenovan je botaničarom i bio je potreban da pripremi floru države. Njegov izveštaj, koji se sastojao od dve tromesečne sveske, objavljen je 1843. godine i dugo je bio najopsežniji za bilo koju državu Sjedinjenih Država. Godine 1838. godine započeo je sa Asom Grejem „The Flora of North America” (Flora Severne Amerike), koja je izdavana u neredovnim brojevima sve do 1843. godine, kada su završili Compositae. Novi botanički materijal nakupljao se tako velikom brzinom da se smatralo da je najbolje prekinuti rad na izveštaju i predati ga u postojećem obliku.
Posle toga, Tori je objavio izveštaje o biljkama koje je Džon K Frimont sakupio u ekspediciji na Stenovite planine (1845), o onima koje je major Vilijam H. Emori prikupio u svom izviđanju od Fort Livenvorta u državi Kansas do San Diega u Kaliforniji, o primercima koje je obezbedio kapetan Hauard Stensberi tokom svoje ekspedicije na Veliko slano jezero u državi Juta (1852), zatim izveštaj o biljkama koje je sakupio Džon K Frimont u Kaliforniji (1853) i one koje je kapetan Rondalf doneo iz Crvene reke (1853). Takođe, Tori je obrađivao i materijale sa botanikč ekspedicije kapetana Lorenca Sitgrivsa na rekama Zuni i Kolorado (1854). On je izučavao memoari o botanici različitih ekspedicija u svrhu određivanja najpraktičnije rute za pacifičku železnicu (1855– 1860).
Džon je izveštavao o Istraživanju botanike meksičke granice (1859) (енгл. Botany of the Mexican Boundary Survey), o ekspediciji na reku Kolorado pod vodstvom poručnika Džozefa Kristmasa Ajvsa (1861) i, u saradnji sa Asom Grejem pisao je o botaničkim kolekcijama Vilkesove istraživačke ekspedicije. Bavio se istraživanjem sve do svoje smrti a objavljivanje njegovog poslednjeg rada odgodio je građanski rat.
Njegova bibliografija je opsežna, uključujući doprinose o botaničkim temama naučnoj periodici i transakcijama društava čiji je bio član.

## Nasleđe
Džonovim prezimenom se obeležava mala grupa čeinarskog roda Torreia, pronađenom u Severnoj Americi, Kini i Japanu. Neke vrste iz ovog roda uključuju:
- T. taxifolia, poreklom sa Floride, poznat je kao Florida torreya [8] ili smrdljivi kedar.[9]
- T. californica, poznat i kao kalifornijski muškatni oraščić [10] ili kalifornijski toreja (iako nije usko povezan sa pravim muškatnim oraščićem).
- T. nucifera, četinarsko drvo poreklom iz južnog Japana i južnokorejskog ostrva Čedžu.
- T. grandis, četinarski endem istočne i jugoistočne Kine.

Pinus torreyana, ugrožena vrsta iz južne Kalifornije, takođe je nazvana po botaničaru. Tori je bio prvo koji je opisao biljku mesožderku Darlingtonia californica, koju je nazvao po svom prijatelju dr Vilijamu Darlingtonu. Kanjon Tori u okrugu Ventura u Kaliforniji,, u blizini Grej vrha, nazvanog po Džonovom učeniku i prijatelju Asi Greju.
Bronzani bareljefni portret Torija postavljen je u glavnoj zgradi Zemaljske opservatorije Lamont-Doherti na Univerzitetu Kolumbija, nekadašnjem mestu letnjeg doma dr Torija. Sličan portret poseduje i „Brooklin Botanic Garden”. Godine 2017, Botaničko društvo Tori, koje su pokrenule Džonove kolege, proslavilo je 150. rođendan. To je najstarije botaničko društvo u Americi.
Torijev vrh, planina u Koloradu od četrnaest hiljada stopa, dobila je ime po Džonu Toriju.

## Spoljašnje veze
- Torrey, John. A Flora of the State of New-York, comprising full descriptions of all the indigenous and naturalized plants hitherto discovered in the State; with remarks on their economical and medicinal properties. Albany: Carroll and Cook, Printers to the Assembly, 1843. A two-volume set with color plates, digitized by the New York State Library.
- The John Torrey Papers at the Archive of the New York Botanical Garden (includes correspondence, letters, manuscripts and artwork)
- 1840 Photograph of Torrey @ Harvard University Library
- Džon Tori на сајту Find a Grave (језик: енглески)

## Dodatne publikacije na mreži
- Botanic contributions relating to the flora of western North America [by] Gray, Engelmann, Torrey [and] Frémont (1843–53)
- A compendium of the flora of the northern and middle states, containing generic and specific descriptions of all the plants, exclusive of the cryptogamia, hitherto found in the United States, north of the Potomac (1826)
- A flora of North America :containing abridged descriptions of all the known indigenous and naturalized plants growing north of Mexico, arranged according to the natural system by John Torrey and Asa Gray (1838–1843) Two volumes.
- An introduction to the natural system of botany (1831) With John Lindley.
- On the Darlingtonia californica, a new pitcher-plant from northern California by John Torrey (1853)
- Report on the United States and Mexican boundary survey: made under the direction of the secretary of the Interior by William H. Emory, major First Cavalry, and United States commissioner (1857–1859) Part 1 / Part 2 Torrey et al.